# Манифест 31 июля 1774 года
Манифест 31 июля 1774 года или Манифест во всенародное известие жителям Пензы и Пензенской провинции — именной указ Емельяна Пугачёва, написанный и провозглашенный от имени «Петра Третьего, императора и самодержца Всероссийского», фактически по содержанию ставший манифестом о вольности крепостных крестьян. Манифест был написан в ставке Пугачева под Пензой 31 июля (11 августа) 1774 года и был оглашен для депутации жителей и духовенства города. Оглашение манифеста от 31 июля, а также подобного по содержанию указа жителям Саранска от 28 июля (8 августа) 1774 года, по мнению многих историков стало кульминационной точкой в Крестьянской войне 1773—1775 годов в России.

## История событий
Жалуем сим имянным указом с монаршим и отеческим нашим

милосердием всех, находившихся прежде в крестьянстве и

в подданстве помещиков, быть верноподданными рабами 

собственной нашей короне; и награждаем древним крестом

и молитвою, головами и бородами, вольностию и свободою 

и вечно казаками, не требуя рекрутских наборов, подушных 

и протчих денежных податей, владением землями, лесными, 

сенокосными угодьями и рыбными ловлями, и соляными озёрами 

без покупки и без оброку; и свобождаем всех от прежде чинимых 

от злодеев дворян и градцких мздоимцов-судей крестьяном и всему 

народу налагаемых податей и отягощениев. И желаем вам спасения душ 

и спокойной в свете жизни, для которой мы вкусили и претерпели 

от прописанных злодеев-дворян странствие и немалыя бедствии.
А как ныне имя наше властию всевышней десницы в России 

процветает, того ради повелеваем сим нашим имянным указом: 

кои прежде были дворяне в своих поместиях и водчинах, — оных 

противников нашей власти и возмутителей империи и раззорителей 

крестьян, ловить, казнить и вешать, и поступать равным образом так, 

как они, не имея в себе христианства, чинили с вами, крестьянами. 

По истреблении которых противников и злодеев-дворян, всякой может 

возчувствовать тишину и спокойную жизнь, коя до века продолжатца будет.
Дан июля 31 дня 1774 году.
император и самодержец Всероссийский и протчая,

12—15 июля 1774 года армия Пугачёва была разбита в ходе трёхдневных боёв у Казани. Башкиры, к этому моменту составлявшие значительную часть войск восставших, отказались следовать за Пугачёвым в центральную Россию и покинули его, вернувшись в Башкирию. Пугачёв объявил своим сторонникам, что армия направится в Москву. Переправившись 17 июля через Волгу у Кокшайска, атаманы восставших направили по русским, чувашским, татарским и мордовским деревням и помещичьим поместьям казаков для создания новых отрядов. К восставшим присоединились тысячи крестьян, восстание охватило всю Правобережную Волгу. Повсюду начался разгром поместий и расправы над помещиками и чиновниками. Часть новокрещен чувашей, мордвин и марийцев отводили злобу на представителях православного духовенства, громили церкви. 20 июля Пугачёв вступил в Курмыш, 23-го — в Алатырь, 28 июля — в Саранск. На центральной площади Саранска был зачитан указ о вольности для крестьян, жителям были розданы запасы соли и хлеба, городскую казну «ездя по городовой крепости и по улицам… бросали набегшей из разных уездов черни». 31 июля такая же торжественная встреча ожидала Пугачёва в Пензе, в лагерь пугачёвцев под городом прибыла депутация из жителей города и духовенства, в их присутствии был зачитан именной указ к жителям города.
Тексты указов от 28 июля в Саранске и от 31 июля в Пензе были написаны секретарем пугачёвской Военной коллегии А. И. Дубровским и переписаны набело повытчиком коллегии Г. Степановым и в основном совпадали по своим основным положениям. В пензенском указе было добавлено дарование дополнительных свобод, касавшихся приверженцев «старой веры» — «и награждаем древним крестом и молитвою, головами и бородами». Главными положениями обоих указов явились объявленная личная свобода (для донского казака Пугачёва и главных его сподвижников из числа яицких казаков это равнялось зачислению всего «чёрного народа» в казаки), жалование землёй («Жалуем… владением земель, лесными, сенокосными угодьями, и рыбными ловлями и соляными озёрами без покупки и без оброку, и протчими всеми угодьями…»), освобождением от всех налоговых сборов и рекрутских наборов. Вторая часть обоих указов призывала к фактическому уничтожению дворян — «кои прежде были дворяне в своих поместиях и водчинах,— оных противников нашей власти и возмутителей империи и раззорителей крестьян, ловить, казнить и вешать, и поступать равным образом так, как они, не имея в себе христианства, чинили с вами, крестьянами».
Многие историки назвали издание указов (фактически — манифестов об освобождении крестьян) в Саранске и Пензе кульминацией Крестьянской войны. Списки указов получили широкое распространение в Поволжье и соседних российских губерниях, в архивах сохранилось три копии указа: копия со списка указа, найденного на теле убитого в бою под городом Нижний Ломов атамана повстанцев Михаила Елистратова, снятая с него в штабе П. И. Панина; копия, сделанная со списка указа, отобранного у дворовых людей московского помещика Татищева; копия списка указа в коллекции прочих документов крестьян Пензенской губернии в коллекции Н. Н. Батыш-Каменского.
Указы произвели сильнейшее впечатление на крестьян, на скрывающихся от преследований старообрядцев, на противоположную сторону — дворян и на саму Екатерину II. Воодушевление, охватившее крестьян Поволжья, привело к тому, что в восстание было вовлечено население численностью более миллиона человек. Пушкин назвал поход Пугачёва по правобережной Волге триумфальным шествием, с колокольными звонами, благословением деревенского батюшки и хлебом-солью в каждом новом селе, деревне, городке. Призывы к расправе над дворянами вызвали значительный всплеск насилия в поместьях и городах, крестьяне вязали и везли на суд к атаманам пугачёвцев своих помещиков, либо убивали помещиков и их приказчиков по своей собственной воле. В городах вешали местных чиновников, судейских, разбивали магазины и лавки. Всего летом 1774 года были убиты не менее 3 тысяч дворян и представителей власти. В Нижегородской губернии из 1425 дворян были повешено или убиты 348 дворян, более всего в Алаторском уезде — 221 человека. В Саранске было казнено «дворян, штаб и обер-офицеров, ис приказных служителей и других званий, всего мужеска и женска пола 62 человека». В Воронежской губернии убито 445 дворян, офицеров и чиновников. В Саратове убиты 24 дворянина и 21 чиновник.

## Значение манифеста
Многие исследователи Пугачёвщины называли манифесты, объявленные в Саранске и Пензе, программами построения нового идеального государственного строя, документами конституционного значения. По мнению В. И. Семевского это была «настоящая жалованная грамота всему крестьянскому люду, это хартия, на основании которой предстояло создать новое мужицкое царство».
Многие формулировки указов были использованы и ранее с самого начала восстания, корректировались и шлифовались А. И. Дубровским в течение июня—июля 1774 года с приходом пугачёвцев в крестьянскую Россию, пока не приобрели наиболее радикальное звучание. Манифесты освобождали крестьян от крепостной зависимости, и хотя они по-прежнему объявлялись «собственной нашей короне рабами», но, в отличие от государственных и дворцовых крестьян, объявлялись казаками — сословием, по представлению Пугачёва и его яицких полковников, являвшимся идеальной формой общественного устройства вольных людей. Манифест освобождал крестьян от государственных и феодальных повинностей — рекрутского набора, «подушных и протчих денежных податей», отягощений в пользу владельцев поместий, но самым радикальным пунктом была передача крестьянам земли «с лесными, сенокосными угодьями, и рыбными ловлями, и соляными озёрами и протчими всеми угодьями» абсолютно безвозмездно, «без покупки и без оброку». Жизнь в будущем государстве станет абсолютной идиллией — «всякой может возчувствовать тишину и спокойную жизнь, коя до века продолжатца будет» под правлением чадолюбивого монарха. Но построение этого народного царства возможно лишь путём полного истребления дворян и чиновников, ибо они не только разорители крестьян, но и «возмутители спокойствия», лишённые в душе «малейшего христианства».
Идеи этой народной социальной утопии не были изобретены пугачёвцами, они были довольно распространены в России XVIII-го века и потому в сочетании с фигурой «народного царя» получили столь мощный резонанс. Обещание земли и воли заслоняли в умах крестьян утопичность и противоречивость положений манифестов — вопросы функционирования государства без податей подданных, источники выплаты казакам обещанного «хлебного и денежного провианта и пороха», не говоря уже о проблеме защиты государства в условиях отмены рекрутского набора.
Историк, один из главных специалистов по крестьянскому вопросу в России В. И. Семевский писал: 

«Во время пугачевщины угнетенный крепостным правом народ сказал свое веское слово в бессвязном хоре других голосов, обсуждавших крестьянский вопрос. …в то время, когда некоторые русские либералы требовали дарования крепостным одной личной свободы, народ крикнул на всю Россию, что ему нужна свобода не иначе как с землею, тою землею, обещанием которой Пугачев заставил трепетать все мужичьи сердца…»— Семевский В. И. Крестьянский вопрос в России в XVIII и первой половине XIX века
Общественный и политический деятель, экономист, историк и публицист П. Б. Струве в своей работе «Интеллигенция и революция» писал: 

«…социальный смысл и социальное содержание всех этих движений и, в особенности, пугачёвщины громадны: они могут быть выражены в двух словах — освобождение крестьян. Пугачёв манифестом 31 июля 1774 года противогосударственно предвосхитил манифест 19-го февраля 1861 г. Неудача его „воровского“ движения была неизбежна: если освобождение крестьян в XVIII и в начале XIX в. было для государств и верховной власти — по причинам экономическим и иным — страшно трудным делом, то против государства и власти осуществить его тогда было невозможно…».— П. Б. Струве. Интеллигенция и революция